# Dopolavoro Sportivo Aquila-Montevarchi 1939-1940
Questa voce raccoglie le informazioni riguardanti il Dopolavoro Sportivo Aquila-Montevarchi nelle competizioni ufficiali della stagione 1939-1940.

## Rosa
| N. |                   | Ruolo | Calciatore       |
| -- | ----------------- | ----- | ---------------- |
|    | Italia (bandiera) | P     | A. Banchelli     |
|    | Italia (bandiera) | C     | Rossano Boni     |
|    | Italia (bandiera) | A     | Aldo Capasciutti |
|    | Italia (bandiera) | A     | Rino Ciantini    |
|    | Italia (bandiera) | D     | Ivo Isetto       |
|    | Italia (bandiera) | C     | Gino Lenzi       |
|    | Italia (bandiera) | A     | Trento Loretti   |
|    | Italia (bandiera) | D     | Sergio Malvisi   |

| N. |                   | Ruolo | Calciatore        |
| -- | ----------------- | ----- | ----------------- |
|    | Italia (bandiera) | A     | Ennio Masciolini  |
|    | Italia (bandiera) | D     | Tosello Morandini |
|    | Italia (bandiera) | P     | Rodolfo Ricci     |
|    | Italia (bandiera) | D     | Siro Sacchetti    |
|    | Italia (bandiera) | A     | Sesto Searnicci   |
|    | Italia (bandiera) | C     | Vinicio Targioni  |
|    | Italia (bandiera) | C     | Vasco Vanzi       |